# パトリック・ジョンソン
パトリック・ジョージ・ジョンソン（Patrick George Johnson、1972年9月26日 ‐ ）は、オーストラリアクイーンズランド州出身の陸上競技選手である。ジョンソンは父がアイルランド人で、母がアボリジニである。
2003年5月に水戸市で行われた水戸国際陸上競技大会の100m決勝のレースにおいて、9秒93（+1.8m/s）のオセアニア新記録を樹立した。これはシーズン世界最高記録となったとともに、黒人選手以外では史上初の9秒台という快挙であった。末續慎吾と並んで、「最速の非ネグロイド」とも呼ばれた。なお、2003年2月にパースで追い風参考記録ながら100mを9秒90（+5.7m/s）と9秒88（+3.6m/s）で走っている。
2010年2月には、37歳という年齢ながら100mで10秒18を記録した。4月のオーストラリア選手権は100mで4位、200mは決勝で20秒78を記録して4年ぶりの優勝を果たした。38歳となって出場した10月の英連邦競技大会では、4×100mリレーの予選で1走を務めて決勝進出に貢献した。
ジョンソンのオリンピックと世界選手権での成績は、100mでは両大会を通じて2次予選までしか進出できなかったが、200mでは2005年世界選手権で決勝に進出した。世界選手権の同種目で決勝に進出したオーストラリア人は、1993年シュトゥットガルト大会のディーン・カポビアンコとダミアン・マーシュに次いで史上3人目であったが、結果は6位に終わり、ダミアン・マーシュが記録した5位というオーストラリア人最高成績を更新することはできなかった。4×100mリレーでは2004年アテネオリンピックで3走目を務めて6位、2005年世界選手権では4走目を務めて5位に終わり、メダル獲得はならなかった。2大大会以外の成績では、2002年英連邦競技大会の4×100mリレーで4走目を務めて銅メダルを獲得している。

## 記録
記録欄の（　）内の数字は風速（m/s）で、+は追い風、-は向かい風を意味する。
| 種目 | 記録          | 年月日        | 場所             | 備考           |
| 屋外 | 屋外          | 屋外          | 屋外             | 屋外           |
| ---- | ------------- | ------------- | ---------------- | -------------- |
| 100m | 9秒93 (+1.8)  | 2003年5月5日  | 水戸             | オセアニア記録 |
| 100m | 9秒88 (+3.6)  | 2003年2月8日  | パース           | 追い風参考記録 |
| 150m | 15秒67 (-0.7) | 2006年12月2日 | ジーロング       |                |
| 200m | 20秒35 (+1.0) | 2006年8月22日 | マルメ           |                |
| 200m | 20秒25 (+2.6) | 2003年2月15日 | キャンベルタウン | 追い風参考記録 |
| 300m | 33秒11        | 2006年12月2日 | ジーロング       |                |
| 室内 |               |               |                  |                |
| 60m  | 6秒69         | 2001年3月11日 | リスボン         |                |

## 主要大会成績
| 年   | 大会                  | 場所                 | 種目    | 結果          | 記録          | 備考                                                               |
| ---- | --------------------- | -------------------- | ------- | ------------- | ------------- | ------------------------------------------------------------------ |
| 1997 | 世界選手権            | アテネ               | 200m    | 1次予選2組6着 | 21秒45 (+1.1) |                                                                    |
| 1997 | ユニバーシアード (en) | シチリア             | 100m    | 1次予選棄権   | DNS           |                                                                    |
| 1997 | ユニバーシアード (en) | シチリア             | 200m    | 1次予選棄権   | DNS           |                                                                    |
| 1999 | ユニバーシアード (en) | パルマ・デ・マヨルカ | 200m    | 6位           | 21秒06 (-1.0) |                                                                    |
| 1999 | ユニバーシアード (en) | パルマ・デ・マヨルカ | 100m    | 1次予選棄権   | DNS           |                                                                    |
| 2000 | オリンピック          | シドニー             | 100m    | 2次予選5組5着 | 10秒44 (+0.2) |                                                                    |
| 2000 | オリンピック          | シドニー             | 200m    | 2次予選3組7着 | 20秒87 (-0.2) |                                                                    |
| 2000 | オリンピック          | シドニー             | 4x100mR | 準決勝失格    | DQ (4走)      |                                                                    |
| 2001 | 世界室内選手権        | リスボン             | 60m     | 準決勝2組5着  | 6秒69         |                                                                    |
| 2002 | 英連邦競技大会 (en)   | マンチェスター       | 4x100mR | 3位           | 38秒87 (4走)  |                                                                    |
| 2002 | ワールドカップ (en)   | マドリード           | 100m    | 8位           | 10秒58 (-0.3) |                                                                    |
| 2002 | ワールドカップ (en)   | マドリード           | 4x100mR | 7位           | 39秒58 (4走)  |                                                                    |
| 2003 | 世界選手権            | パリ                 | 100m    | 2次予選2組6着 | 10秒27 (+0.7) |                                                                    |
| 2003 | 世界選手権            | パリ                 | 200m    | 2次予選2組7着 | 20秒83 (+0.6) |                                                                    |
| 2003 | 世界選手権            | パリ                 | 4x100mR | 準決勝2組5着  | 38秒90 (2走)  |                                                                    |
| 2004 | オリンピック          | アテネ               | 4x100mR | 6位           | 38秒56 (3走)  |                                                                    |
| 2005 | 世界選手権            | ヘルシンキ           | 100m    | 2次予選1組4着 | 10秒48 (-2.0) |                                                                    |
| 2005 | 世界選手権            | ヘルシンキ           | 200m    | 6位           | 20秒58 (-0.5) | 12年ぶりの豪州男子ファイナリスト 史上3人目の豪州男子ファイナリスト |
| 2005 | 世界選手権            | ヘルシンキ           | 4x100mR | 5位           | 38秒32 (4走)  |                                                                    |
| 2006 | 英連邦競技大会 (en)   | メルボルン           | 100m    | 6位           | 10秒26 (+0.9) |                                                                    |
| 2006 | 英連邦競技大会 (en)   | メルボルン           | 200m    | 4位           | 20秒59 (+0.5) |                                                                    |
| 2006 | 英連邦競技大会 (en)   | メルボルン           | 4x100mR | 決勝途中棄権  | DNF (2走)     |                                                                    |
| 2006 | ワールドカップ (en)   | アテネ               | 100m    | 8位           | 10秒28 (+1.1) |                                                                    |
| 2006 | ワールドカップ (en)   | アテネ               | 4x100mR | 6位           | 39秒48 (2走)  |                                                                    |
| 2006 | ワールドカップ (en)   | アテネ               | 200m    | 5位           | 20秒52 (+0.1) |                                                                    |
| 2007 | 世界選手権            | 大阪                 | 100m    | 2次予選3組6着 | 10秒29 (-0.6) |                                                                    |
| 2007 | 世界選手権            | 大阪                 | 200m    | 準決勝2組8着  | 20秒73 (-0.4) |                                                                    |
| 2010 | 英連邦競技大会 (en)   | デリー               | 4x100mR | 予選2組2着    | 39秒53 (1走)  | 決勝進出                                                           |